# آندریاس گلوکنر
آندریاس گلوکنر (انگلیسی: Andreas Glockner؛ زادهٔ ۲۵ فوریهٔ ۱۹۸۸) بازیکن فوتبال اهل آلمان است.
از باشگاه‌هایی که در آن بازی کرده‌است می‌توان به باشگاه فوتبال هایدنهایم، باشگاه فوتبال فرایبورگ، باشگاه فوتبال اسنابروک، باشگاه فوتبال زاربروکن، و باشگاه فوتبال اس‌سی فورتونا کلن اشاره کرد.
وی همچنین در تیم‌های ملی فوتبال Germany national under-16 football team، جوانان آلمان، جوانان آلمان، و زیر ۲۰ سال آلمان بازی کرده‌است.